# وهابیت
وهابیت (به عربی: ٱلْوَهَّابِيَّة، آوانگاری: al-Wahhābiyya) یک جنبش احیای اسلام و بنیادگرای سنی است که با عقاید اصلاح‌طلب محقق، متکلم، واعظ، و فعال اسلامی عرب قرن هجدهم محمد بن عبدالوهاب مرتبط است. او نهضت موحدون را در منطقه نجد در عربستان مرکزی و همچنین عربستان جنوبی غربی تأسیس کرد، یک جنبش اصلاحی با تأکید ویژه بر پاکسازی اسلام از اعمالی مانند بزرگداشت مقدسین مسلمان و زیارت قبور که در میان مردم نجد رواج داشت. ابن عبدالوهاب و پیروانش از دانشمند حنبلی، ابن تیمیه (۱۲۶۳–۱۳۲۸ م/ ۶۶۱–۷۲۸ قمری) الهام گرفته بودند که خواهان بازگشت به روش سه نسل اول صحابه (سلف) بود و مسلمانان را از افزودن‌های غیر معتبر (بدعت) منع می‌کرد، و آثار او را به عنوان منابع اصلی الهیات می‌دانستند. این جنبش با اینکه حنبلی بود، تقلید را حتی از علمایی مانند ابن تیمیه و ابن قیم (متوفی ۱۳۵۰ م/ ۷۵۱ ق) رد می‌کرد.
وهابیت به گونه‌های مختلف به‌عنوان «ارتدوکس» «خالص گرا»، «انقلابی» و به‌عنوان «جنبش اصلاحی» برای تجدید پرستش توحیدی خوانده شده است. اصطلاح «وهابیت» توسط خود ابن عبدالوهاب استفاده نشده است، بلکه عمدتاً توسط بیگانگان استفاده می‌شود، طرفدارانش معمولاً آن را استفاده نمی‌کنند و ترجیح می‌دهند «سلفی» نامیده شوند (اصطلاحی که پیروان سایر جنبش‌های اصلاحی اسلام نیز از آن استفاده می‌کنند) پیروان اولیه جنبش خود را موحدون می‌خواندند.
پیروان این مسلک خود را موحد (در حال جمع: موحدین) می‌نامند و اصطلاح «وهابی» یک برچسب است که توسط پیروان ان استفاده نمی‌شود، بلکه توسط دانشمندان غربی و برخی از منتقدان او از بین مسلمانان استفاده می‌شود. و یک توهین فرقه‌ای نیز محسوب می‌شود.
وهابیت نخستین اعتراض بزرگ اعراب علیه حکومت‌های خارجی که از زمان تهاجم مغول و سقوط خلافت عباسی در قرن سیزدهم میلادی به بعد بر جهان اسلام تسلط داشتند بود و بعدها به عنوان یک انگیزه انقلابی برای پان عربیسم قرن نوزدهم میلادی نیز عمل کرد.
در سال ۱۷۴۴، محمد بن عبدالوهاب با محمد بن سعود پیمانی منعقد کرد، یک اتحاد سیاسی-مذهبی که تا ۱۵۰ سال بعد ادامه یافت و از نظر سیاسی با اعلام پادشاهی عربستان سعودی در سال ۱۹۳۲ به اوج خود رسید. جنبش او به عنوان یکی از تأثیرگذارترین جریان‌های اصلاحی قرن هجدهم در سراسر جهان اسلام گسترش یافت. بازگشت به ارزش‌های بکر اسلامی مبتنی بر قرآن و سنت برای بازآفرینی قدرت اجتماعی و سیاسی از دست رفته مسلمانان و مضامین انقلابی آن بر بسیاری از احیاگران اسلامی، دانشمندان، ایدئولوگ‌های پان اسلامیست و فعالان ضد استعمار تا غرب آفریقا تأثیر گذاشت. برای بیش از دو قرن تا به امروز، تعالیم ابن عبدالوهاب به عنوان شکل رسمی اسلام و عقیده غالب در عربستان سعودی مورد حمایت قرار گرفته است.
از سال ۲۰۱۷، تغییرات در سیاست مذهبی عربستان توسط ولیعهد محمد بن سلمان، برخی را بر آن داشت که پیشنهاد کنند اسلام‌گرایان سراسر جهان باید از این روش پیروی کنند وگرنه در سمت نادرستی قرار دارند.تا اینکه در سال ۲۰۱۸، محمد بن سلمان، این ایده را رد کرد.
در سال ۲۰۲۱، کاهش قدرت روحانیون دینی ناشی از تغییرات اجتماعی، مذهبی، اقتصادی، سیاسی و سیاست آموزشی جدید با تأکید بر «هویت ملی سعودی» که بر مؤلفه‌های غیراسلامی تأکید می‌کند، منجر به مطرح شدن ایده دوران پسا وهابی شد.
در سال ۲۰۲۲، تصمیم به جشن گرفتن «روز تأسیس عربستان سعودی» در ۲۲ فوریه برای بزرگداشت تأسیس امارت درعیه در سال ۱۷۲۷ توسط محمد بن سعود، به جای جشن قبلی سالانه که سالگرد عهدنامه ۱۷۴۴ ابن سعود-ابن عبدالوهاب را جشن می‌گرفت گرفته شد. این امر منجر به «انفصال» رسمی حکومت عربستان سعودی از روحانیون مذهبی شد.
محمد بن سلمان در آوریل ۲۰۲۱ در پاسخ به این سؤال که آیا تفاسیر قرآن و حدیث مورد استفاده برای حکومت سعودی لزوماً توسط مکتب محمد ابن عبدالوهاب صادر خواهد شد یا نه، گفت: لازم نیست حکومت فقط تفاسیر یک مکتب فقهی یا یکی از علما را برای اجرای احکام اسلام در نظر بگیرد، چون اینکار قداست بخشی به انسان و بستن باب اجتهاد است و «لم یضع الله حجابًا بینه و بین الناس» یعنی «خداوند بین خود و مردم فاصله قرار نمی‌دهد».

## نسبت وهابیت و سلفی گری
سلفی گری  بر چندین مکتب اسلامی در نقاط مختلف جهان اطلاق می شود، در حالی که وهابیت به طور خاص به مکتب سلفی سعودی اشاره دارد که نسبت به سایر مکاتب سلفی متعهدتر و سختگیرتر هم هست. بعنوان قاعده کلی همه وهابی ها سلفی هستند، اما همه سلفی ها وهابی نیستند. 

## تاریخچه
عبدالوهاب بعد از اینکه به دلیل مواضع خود از مدینه بیرون شد به شمال شرقی نجد رفته و خاندان سعودی را پیرو باورهای خود کرد و این باعث شد تا وهابیت از نظر سیاسی متحد دودمان سعودی شود. شیخ سعودی متقاعد شد که وظیفه مذهبی آن‌ها به راه انداختن جنگ مقدسی علیه تمام انواع دیگر اسلام است. بر همین اساس، در سال ۱۷۴۴ میلادی دولت وهابی ائتلافی بین حاکم نجد یعنی محمد بن سعود و محمد بن عبدالوهاب به عنوان اصلاحگر مذهبی پیوند خورد و منجر به تشکیل ایدئولوژی حکومتی شد. سپس نیروهای نجد که تحت تأثیر آموزش‌های ایدئولوژی جدید قرار گرفتند، به‌طور مداوم و مستمر به سواحل شرقی شبه‌جزیره عربستان که محل تجمع شیعیان شبه‌جزیره بود حمله کردند. در سال ۱۷۹۱ میلادی به ادعای پاک کردن منطقه از اصنام و اوثان (بت‌های سنگی) به منطقه الاحساء یورش بردند. در جریان این حمله ائتلاف وهابی‌ها و سعودی‌ها، تمامی مساجد و حسینیه‌های شیعیان، همه مقبره‌های آنان و هرچه در محل عبادتشان بود را تخریب کردند.

### حمله به کربلا
پس از آنکه سعودی‌ها بر تمامی نجد مسلط شده، مکه و مدینه را اشغال کرده و در سال‌های ۱۸۰۱ و ۱۸۰۲ میلادی به شهرهایی از عراق همچون کربلا حمله‌ور شدند. در حمله به کربلا محمد بن سعود فرماندهی نیروها را بر عهده داشت. لشکریان وهابی-سعودی پس از یورش به کربلا، به قولی ۲۰۰۰ تنو به قولی ۵۰۰۰ تن از ساکنان را به قتل رساندند و گنبد مقبره حسین بن علی را تخریب نموده و پول و طلا، فرش‌های ایرانی، پول، مروارید، و اسلحه که در حرم جمع شده بود و بیشترشان اهدایی بود را به یغما بردند. حمله هشت ساعت به طول انجامید و در پی آن وهابی‌ها شهر را با بیش از ۴۰۰۰ شتر حامل تاراجشان ترک کردند. با فتح بخشی از عراق، تقریباً تمام شبه‌جزیره عربستان به جز یمن به تسلط ائتلاف سعودی-وهابی درآمد.

### دوره دوم حکومت
سلطان عثمانی که عربستان را تابع خود می‌دانست، با کمک گرفتن از حاکم وقت مصر نخستین حکومت وهابی را در سال ۱۸۱۸ میلادی ساقط کرد، اما آن‌ها تحت رهبری فیصل بن ترکی دوباره احیا شده و حکومت خود را بین سال‌های ۱۸۲۴ تا ۱۸۳۴ میلادی تا حدودی بازیابی کردند. وی به منظور کسب وفاداری مردم در منطقه احساء با شیعیان صلح برقرار کرد و در عوض مالیات‌های سنگینی برای آنان وضع کرد. از سوی دیگر شیخ عبدالرحمن بن حسن عالم وهابی آن‌زمان به تفتیش عقاید شیعیان مشغول شد و مردم را وادار می‌کرد که به قرائت وهابیت از اسلام بپیوندند. با این‌حال، بار دیگر و این بار به دست خاندان رشیدیه از شمال عربستان از قدرت کنار رفتند. در ۱۸۸۴ ریاض از کنترل آن‌ها خارج شد و در ۱۸۸۹ به کویت پناهنده شدند.

### دوره سوم حکومت
در قرن بیستم سومین مرحله احیای وهابیت با موفقیت‌های ملک عبدالعزیز فرا رسید که در سال ۱۹۰۲ میلادی ریاض را تصرف کرده و شروع به بازپس‌گیری تقریباً تمام مناطق از دست رفته کرد که تا سال ۱۹۳۲ این بازپس‌گیری ادامه داشت. او در نخستین اقدام به سوی احساء و قطیف حرکت کرد و در نامه‌ای به بزرگان شیعه در آن منطقه، آن‌ها را به کشتار افراد، نابودی اموال و از بین بردن کرامت آنان تهدید کرد. شیعیان قطیف نیز اعلام کردند که آماده‌اند به صورت صلح‌آمیز از شاه‌سعودی اطاعت کنند. از سوی دیگر امیر دولت عثمانی در منطقه احساء نیز تسلیم شد و مردم منطقه قطیف از لشکر سعودی‌ها که به سرکردگی عبدالرحمن بن سوایلیم وارد شهر شده بود استقبال کردند تا مورد خشم او قرار نگیرند؛ با این حال باز هم مورد سرکوب قرار گرفتند. امیر وهابی در قطیف بلافاصله ۴ شرط برای ساکنان آن منطقه مقرر کرد. اذعان به تعلق داشتن منطقه قطیف به اجداد ابن‌سعود، فرستادن ۱۰ مرد از هر روستای منطقه قطیف برای کمک به نیروهای سعودی، دیدار چهار نفر از بزرگان قطیف با پادشاه سعودی و اهدای پول به او و همچنین تحریم صادرات سبزی‌جات به منطقه بحرین (که آن زمان تحت‌الحمایه بریتانیا بود) خواسته‌های امیر وهابی قطیف بود.
بر این اساس، ملک عبدالعزیز سومین حکومت وهابی-سعودی را پایه‌گذاری کرد که به اسم پادشاهی عربستان سعودی بنیان‌گذاری شد و از آن زمان تسلط سیاسی و مذهبی وهابیت بر شبه‌جزیره عربستان تضمین شده است.

## اعتقادات
محمد بن عبدالوهاب معتقد بود تمام مطالبی که پس از قرن سوم هجری به اسلام افزوده شده جعلی است و بایستی از دین اسلام حذف شود. این دیدگاه به یک پالایش اساسی در مذهب سنی اعتقاد داشت و زیارت قبور، تقدیس اولیاء و زندگی مجلل را از بزرگ‌ترین گناهان می‌دانست. مساجد وهابی پیرو همین اعتقادات ساده و بدون مناره هستند. پیروان آن لباس‌های ساده‌ای می‌پوشند و از استعمال تنباکو و حشیش می‌پرهیزند.
پیروان وهابیت معمولاً خود را سلفی یا «موحدون» می‌خوانند، نامی که از تأکید آن‌ها بر وحدت مطلق خداوند (اصل توحید) برگرفته شده است. آن‌ها هر عملی را که دلالت‌کننده به شرک (چندخدایی) بدانند مانند زیارت قبور و تقدیس برخی افراد ممنوع می‌شمارند. آن‌ها بازگشت به آموزه‌های اصیل در قرآن و حدیث (سنت پیامبر) را هدف می‌دانند و با هر نوع بدعتی مخالفت می‌کنند. وهابیت از نظر ایدئولوژیکی پیرو اعتقادات ابن تیمیه و از نظر فقهی پیرو مذهب حنبلی است. آن‌ها تأکید زیادی بر معانی ظاهری قرآن و حدیث و پایه‌گذاری دولتی اسلامی بر اساس فقه اسلامی دارند.
در کاربرد معاصر، وهابیت به امور متعددی اطلاق می‌شود، از جمله:
1. سلفی‌گری
2. جهادگری
3. اعتقادات و اعمال دینی رایج در عربستان سعودی
4. تفسیر تحت‌اللفظی قرآن و سنت
5. تعابیری از اسلام که به جای توجه به معنا به صحت آداب و رسوم تأکید دارند و به‌طور کلی هرنوع جنبش مقاومتی که اسلام یا اصطلاحات اسلامی را به عنوان مرجع خود معرفی می‌کند.

چنین نگرشی به عمل تکفیر منجر می‌شود که بنابر آن هرکسی که با تفسیر آن‌ها از اسلام موافق نباشد کافری دانسته می‌شود که باید با او جهاد کرد. به این ترتیب این دیدگاه معرف تفسیری از اسلام شمرده می‌شود که به‌طور ویژه فاقد تحمل و مداراست. این در حالی است که دین اسلام در رفتارهای فردی واجتماعی و مراودات معمولی خشونت را جایز ندانسته و آن را نهی کرده است. همچنین با توجه به متن صحیح قرآن، جهادهای اسلامی همگی به جهاد دفاعی برمی‌گردند و هیچ جهادی برای کشورگشایی، تحمیل عقیده و چپاول و غارت نیست.

### تخریب مقبره‌ها و مجسمه‌ها
مرجان سالم الجوهری یکی از چهره‌های شناخته شده سلفی‌های مصر در یک برنامه تلویزیونی اعلام کرد که اهرام ثلاثه و مجسمه ابوالهول مصر از نظر اسلام «بت» هستند و چون اسلام مسلمانان را به بت‌شکنی دعوت کرده است، آن‌ها باید این بت‌ها را تخریب کنند. الجوهری اعتراف کرد که خود وی در جریان تخریب مجسمه‌های عظیم بودا در بامیان افغانستان در میان طالبان بوده است. او گفت: «هنگامی که همراه گروه طالبان بودم به‌رغم مخالفت دولت افغانستان با تخریب مجسمه‌های بودا ما توانستیم آن‌ها را تخریب کنیم». او دربارهٔ ضرورت تخریب اهرام ثلاثه و مجسمه ابوالهول توضیح داد: «آن‌ها از نظر اسلام بت به‌حساب می‌آیند؛ بنابراین بر مسلمانان واجب است که دستور شرع در این زمینه را، که همانا نابودی بت‌ها است، اجرا کنند». اظهارات الجوهری در مصر واکنش شدید روشنفکران و روزنامه‌نگاران مصری را برانگیخت. آن‌ها این موضع‌گیری‌ها را برای مصر بسیار خطرناک توصیف کردند. پیش از الجوهری محمد حسان یکی دیگر از بنیادگرایان مصر خواستار پوشاندن چهره کلیه مجسمه‌ها در مصر شده بود. در بحرین هم، افراد ناشناس به مقبره محمد بن علی بن یعقوب الحجازی، بنیان‌گذار صوفیگری اهانت کرده و سنگ قبر وی در جزیره المبارک واقع در شرق منامه را شکستند. این مطلب را روزنامه بحرینی «الوسط» گزارش داده است.هم چنین بارگاهی بزرگ بر محل دفن حسن بن علی بی آبی طالب ساخته شد. اما این گنبد دو بار توسط وهابیان در سال‌های ۱۸۰۶ و ۱۹۲۷ م تخریب شد.

## رابطه با سلفی‌گری
حامد الگار سه عنصر را بین وهابیت و سلفی‌گری مشترک می‌داند:
1. همه بالندگی‌های پس از دو یا سه نسل اول اسلام (که به آن سلف صالح اطلاق می‌شود) را بی‌ارزش می‌دانند.
2. تصوف را مردود می‌دانند.
3. پایبندی به یکی از مذاهب چهارگانه اهل سنّت را ضروری نمی‌دانند.

به علاوه وی به دو ویژگی اشاره می‌کند که سلفی‌ها را از وهابی‌ها متفاوت کرده است:
1. سلفی‌ها به جای توسل به زور به متقاعد کردن دیگر مسلمانان به پیوستن به گروهشان روی می‌آورند.
2. سلفی‌ها نسبت به بحران‌های سیاسی و اجتماعی-اقتصادی پیش روی جهان اسلام آگاهی دارند.[۷۴]

## نقش وهابیت در عربستان معاصر
محمد بن سلمان در ۳۰ آوریل ۲۰۲۱ در پاسخ به این سؤال که آیا تفاسیر قرآن و حدیث مورد استفاده برای حکومت سعودی لزوماً توسط مکتب محمد ابن عبدالوهاب صادر خواهد شد یا نه، گفت: لازم نیست حکومت فقط تفاسیر یک مکتب فقهی یا یکی از علما را برای اجرای احکام اسلام در نظر بگیرد، چون اینکار قداست بخشی به انسان و بستن باب اجتهاد است، در حالی که «لم یضع الله حجابًا بینه و بین الناس» یا «خداوند بین او و مردم حجابی قرار نداده است».

## رهبران وهابیت
از چهره‌های مطرح وهابیت می‌توان به عبدالعزیز بن باز (مفتی پیشین عربستان) و شیخ عبدالعزیز آل الشیخ (مفتی کنونی عربستان) اشاره کرد.

## جمعیت وهابیت
جمعیت وهابی‌های جهان ساکن در ناحیه خلیج فارس معادل ۴/۵۶ میلیون نفر تخمین زده شده است.
- عربستان سعودی: ۲۲/۹ درصد (۳/۹۷ میلیون نفر)
- امارات: ۴۴/۸ درصد (۳۹۰ هزار نفر)
- قطر: ۴۶/۷۸ درصد (۱۵۰ هزار نفر)
- کویت: ۲/۱۷ درصد (۲۰ هزار نفر)
- بحرین: ۵/۷ درصد (۳۰ هزار نفر)

## انتقادات به وهابیت
دعوت وهابی از بدو پیدایش مورد انتقاد بسیاری از مخالفان قرار گرفته است. نخستین آنها سلیمان بن عبدالوهاب برادر محمد بن عبدالوهاب است.
حسن بن عیدان کتابی بدون عنوان نوشت که بعداً با نامهای متعددی چاپ شد:
«الصواعق الإلهیة فی الرد علی الوهابیة»
«فصل الخطاب فی الردّ علی محمد بن عبد الوهاب»،
«السّحب الوابلة علی ضرائح الحنابلة»
«الردّ علی منْ کفّر المسلمین بسبب النذر لغیر الله والاستغاثة بغیره ونحو ذلک»
احمد زینی دحلان، مفتی شافعی مکه، در کتاب‌هایش «فتنة الوهابیة» و «الدرر السنیة فی الرد علی الوهابیة»
محقق هندی محمد بشیر آل سهسوانی در کتاب «حفظ انسان از القائات شیخ دحلان» «صیانة الإنسان عن وسوسة الشیخ دحلان»
ابن عابدین الحنفی، و الصاوی المالکی صاحب الحاشیة علی تفسیر الجلالین
یوسف الرفاعی در «نصیحة لإخواننا علماء نجد» والبوطی در «السلفیة مرحلة زمنیة مبارکة لامذهب إسلامی»
محمود سعید ممدوح در مقدمة کتاب «کشف الستور عما أشکل من أحکام القبور»